# Кокжал Барак
Кокжа́л Бара́к, также Бара́к-баты́р и Кокжа́л Бара́к-баты́р (каз. Барақ Шүрекұлы; 1702, местность Кызыл-Шар, Курчумский район — 1772, долина Кочкора, Кыргызстан) — казахский батыр-полководец времён Абылай-хана, участник казахско-джунгарской войны. Происходит из рода ергенекты — кокжарлы племени найман, Среднего жуза. Один из казахских военачальников, оказавший огромное влияние в войне с джунгарами.

## Биография

### Детство
Отец Кокжал Барака по имени Шурек погиб в бою с джунгарами. Мать Багымнур, также сражалась с воинами-мужчинами, принимала участие в битвах, в одной из которых погибла. Осиротевшего Кокжал Барака взял на воспитание дядя по отцовской линии по имени Шона. Уже в 7-8 лет Барак присматривал за стадом овец. Ещё будучи пастушонком, он обращал на себя внимание крупным телосложением, громким голосом.

### Военная деятельность

#### Участие в конфликте с джунгарами
Территория современного Курчумского района долгое время находилась под контролем Джунгарского ханства. Кокжал Барак-батыр со своими воинами освободил эту землю. В награду за подвиги батыру подарили земли по правую сторону реки Курчум. Место, где обосновал свою ставку Кокжал Барак, ныне это аул Теректы-Булак, а его жители являются прямыми потомками Барак-батыра.

#### Поход на Алтай
Воспользовавшись дестабилизацией ситуации в Горном Алтае в результате цинской агрессии против Джунгарского ханства, в состав которого входила значительная часть Горного Алтая, казахские отряды начали осуществлять грабительские набеги на аилы и кочевья алтайцев. Казахские набеги на кочевья алтайцев усилились с осени 1758 года, когда в Горный Алтай вторглись пятитысячный отряд Кокжал Барак-батыра и четырехтысячный отряд Кошкарбай-батыра. Во второй половине октября 1758 года русским властям стало известно о том, что казахи разгромили волость алтайского старшины Менко, кочевавшую по реке Катунь, перебив мужчин и уведя в плен женщин и детей.
Во время зимнего похода 1760 года казахи во главе с Кокжал Барак-батыром вторглись в Чуйскую степь на юге Горного Алтая, где имели свои кочевья русско-китайские двоеданцы, а также волость зайсана Чадака, состоявшая в подданстве у цинского Китая. Разграбив аилы чуйцев и захватив около 100 пленных, Барак-батыр начал преследование волости Чадака, которая отступила на территорию Цинской империи, в бассейн реки Кобдо. О вторжении казахов в пределы Китая улясутайский цзяньцзюнь доложил в Пекин, испросив при этом разрешение совершить ответный поход против казахов. Однако император Хунли своим указом ограничился распоряжением направить к казахам Среднего жуза ведомства Абылай-султана посольство для прояснения ситуации.
В результате цинским властям стало известно, что вторжение Кокжал Барак-батыра в район Кобдо имело место. Хунли направил Абылаю ультиматум с требованием прекратить набеги на волость Чадака, вернуть пленных и награбленное имущество. В ином случае император угрожал казахскому султану военным походом. Испугавшись войны с цинами, казахи отправили в Китай посольство во главе с Жолбарс-султаном с уведомлением об "ошибочности" их действий в связи с незнанием о китайском подданстве Чадака и о том, что больше не буду совершать враждебных действий.

## Смерть

### Последний поход
В конце 1760-х годов небольшой отряд кыргызов под начальством Жаманак-баатыра (из родоплеменной группы саяк) совершил поход на казахов кочевавших в прибрежных долинах реки Или. В ответ на это казахский батыр из Среднего жуза Кокжал Барак организовал поход 4—5 тысячного казахского войска на кыргызов Чуйской долины, оттеснив их до местности Кочкор. Решающее сражение произошло вблизи перевала Кызарт из Кочкорской долины в Джумгале.
Объединёнными силами кыргызов руководил Эсенгул-бий. Он удачно использовал местный горный рельеф и военно-техническую хитрость (устроили клубы большой пыли создававшего видимость пребывания на подмогу кыргызам нескончаемого потока войск), вынудив Барак-батыра к отступлению. Несколько казахских предводителей войска Айтак, Арзы, Куржы пали в бою, сам Кокжал Барак-батыр был схвачен в плен в местности Кескен-Таш и казнён.

## Память
- В 2009 году село «Дарственное» было переименовано в село «Барак батыра»[8].
- В 2016 году в Курчумском районе состоялось открытие памятника Кокжал Бараку. Его установили на восточном склоне горы Карауыл-Тобе, которая находится рядом с автомобильной трассой Усть-Каменогорск – Курчум. Фигура батыра, восседающего на своем боевом тулпаре, со вскинутой вверх рукой, отлита в бронзе и установлена на высоком гранитном постаменте[5].
- В 2022 году широко отметили 320-летие Кокжал Барака на Родине батыра[9].
- 28 декабря 2022 года в конференц-зале Восточно-Казахстанской областной библиотеки имени А. С. Пушкина состоялся премьерный показ документального фильма «Барак батыр рухына тағзым», посвященного 320-летию полководца Кокжарлы Кокжал Барака[10].
- В городе Усть-Каменогорск его именем названа улица[11].